# Lehmen
Lehmen ist eine Ortsgemeinde an der Terrassenmosel im Landkreis Mayen-Koblenz in Rheinland-Pfalz. Sie gehört der Verbandsgemeinde Rhein-Mosel an, die ihren Verwaltungssitz in Kobern-Gondorf hat.

## Geographie
Lehmen liegt am linken Moselufer, etwa 19 Kilometer von Koblenz und etwa 31 Kilometer von Cochem entfernt. Nachbargemeinden sind moselaufwärts Kattenes und moselabwärts Kobern-Gondorf. Gegenüber auf der anderen Moselseite liegt der Ort Niederfell.

### Gliederung des Gemeindegebietes
- Der Ortsteil Lehmen zieht sich über eine Länge von etwa einem Kilometer am Moselufer entlang. Zum Ortsteil Lehmen gehören auch die Wohnplätze Fißmühle, Lehmerhöfe, Nikolaushof, Nothenmühle und Schmittenhöhe.[2]
- Der Ortsteil Moselsürsch liegt auf den Moselhöhen zum Maifeld hin. Zu diesem Ortsteil gehört der an der Mosel liegende Wohnplatz Schieferbergwerk.

## Geschichte
Vermutlich war Lehmen bereits in römischer Zeit besiedelt. Erstmals urkundlich erwähnt wurde der Ort im Jahr 865 in einer Urkunde des ostfränkischen Königs Ludwig des Deutschen, unter dem Namen „Liomena“. Die erste Erwähnung des späteren Ortsteils Moselsürsch erfolgte etwa ein Jahrhundert später im Jahr 964.
Ende des 18. Jahrhunderts beendete die Inbesitznahme des Linken Rheinufers durch französische Revolutionstruppen die alte Ordnung. Der Ort wurde bis 1814 Teil der Französischen Republik (bis 1804) und anschließend des Französischen Kaiserreichs und war dem Arrondissement Koblenz des Rhein-Mosel-Departements zugeordnet. Nach der Niederlage Napoleons kam Lehmen aufgrund der 1815 auf dem Wiener Kongress getroffenen Vereinbarungen zum Königreich Preußen und wurde 1822 Teil der neu gebildeten preußischen Rheinprovinz.
Als Folge des Ersten Weltkriegs war die gesamte Region dem französischen Abschnitt der Alliierten Rheinlandbesetzung zugeordnet. Nach dem Zweiten Weltkrieg wurde Lehmen innerhalb der französischen Besatzungszone Teil des damals neu gebildeten Landes Rheinland-Pfalz.
Die heutige Gemeinde Lehmen wurde am 30. September 1976 aus den aufgelösten Gemeinden Lehmen (850 Einwohner) und Moselsürsch (208 Einwohner) neu gebildet.

## Politik

### Gemeinderat
Der Gemeinderat in Lehmen besteht aus 16 Ratsmitgliedern, die bei der Kommunalwahl am 9. Juni 2024 in einer personalisierten Verhältniswahl gewählt wurden, und dem ehrenamtlichen Ortsbürgermeister als Vorsitzendem.
Die Sitzverteilung im Gemeinderat:
| Wahl | SPD | CDU | Grüne | FWG | WGR | WGA | WGB | Gesamt   |
| ---- | --- | --- | ----- | --- | --- | --- | --- | -------- |
| 2024 | 2   | 5   | –     | 6   | 3   | –   | –   | 16 Sitze |
| 2019 | –   | 4   | 4     | –   | –   | 4   | 4   | 16 Sitze |
| 2014 | 5   | 7   | –     | 4   | –   | –   | –   | 16 Sitze |
| 2009 | 1   | 7   | –     | 8   | –   | –   | –   | 16 Sitze |
| 2004 | 1   | 9   | –     | 6   | –   | –   | –   | 16 Sitze |

- FWG = Freie Wählergruppe Lehmen e. V.
- WGR = Wählergruppe Rausch
- WGA = Wählergruppe Altmeppen (FWG/SPD)[8][9]
- WGB = Wählergruppe Blechschmidt

### Bürgermeister
Arnold Waschgler wurde am 27. Juni 2019 Ortsbürgermeister von Lehmen. Bei der Direktwahl am 26. Mai 2019 war er mit einem Stimmenanteil von 55,21 % für fünf Jahre gewählt worden. Bei der Direktwahl am 9. Juni 2024 wurde Waschgler als einziger Bewerber mit 76,5 % für weitere fünf Jahre in seinem Amt bestätigt.
Vorgänger von Arnold Waschgler war Günter Deis.

### Ortsbezirk Moselsürsch
Die Ortsgemeinde Lehmen hat mit Moselsürsch einen Ortsbezirk gebildet.

## Kultur und Sehenswürdigkeiten

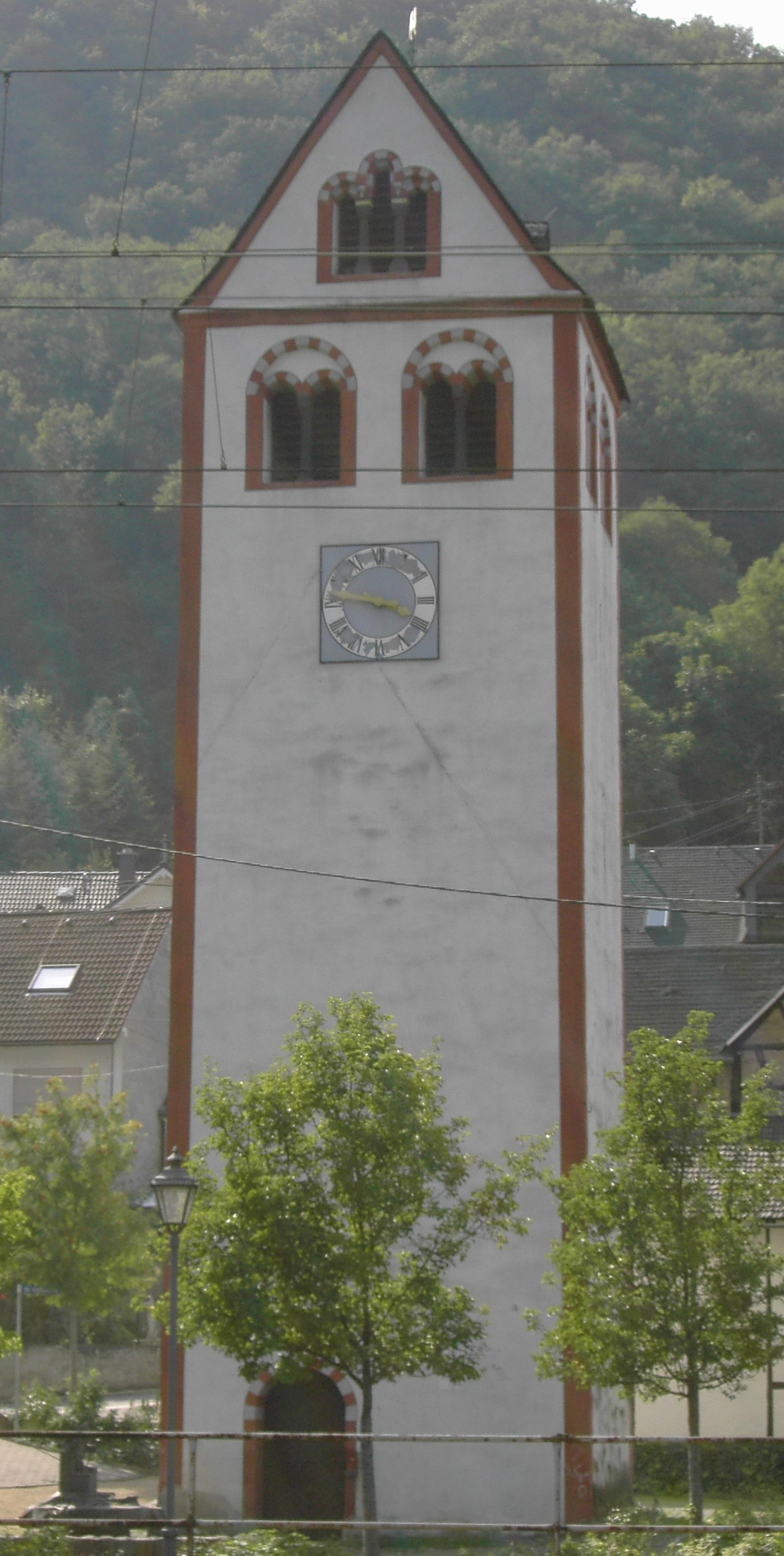
Romanischer Glockenturm

- Im Ort steht ein fünfgeschossiger romanischer Glockenturm aus dem 12. Jahrhundert, der an die ehemalige Pfarrkirche erinnert.
- Die Pfarrkirche Sankt Castor wurde im Jahr 1762 als einfacher Saalbau errichtet.
- Die Moselsürscher Kirche wurde 1774 erbaut und ist dem heiligen Ägidius geweiht. Sie hat einen Dachreiter. Der Kirchturm wurde im Rahmen einer Erweiterung in den Jahren 1957 bis 1958 erbaut.

Siehe auch: Liste der Kulturdenkmäler in Lehmen

## Wirtschaft und Infrastruktur

### Weinbau und Landwirtschaft
Während Lehmen eine Weinbaugemeinde ist, sind die Ortsteile Lehmerhöfe und Moselsürsch landwirtschaftlich geprägt.
Lehmen gehört zum „Weinbaubereich Burg Cochem“ im Anbaugebiet Mosel.
Im Ort sind fünf Weinbaubetriebe tätig. Die bestockte Rebfläche beträgt 22 ha, davon ~ 82 % Weißweinrebsorten (Riesling, Müller-Thurgau, Weißburgunder, Grauburgunder, Chardonnay, Solaris, Prinzipal, Phönix, Ehrenfelser) und ~ 20 % blaue Sorten (Spätburgunder, Regent, Dornfelder, Rondo) (Stand 2010).
Weinlagen (moselabwärts gesehen):
| Moselsürscher Fahrberg | ≈ 0,5 ha |
| Lehmener Ausoniusstein | ≈ 7 ha   |
| Lehmener Würzlay       | ≈ 7 ha   |
| Lehmener Klosterberg   | ≈ 10 ha  |
| Lehmener Lay           | ≈ 2 ha   |

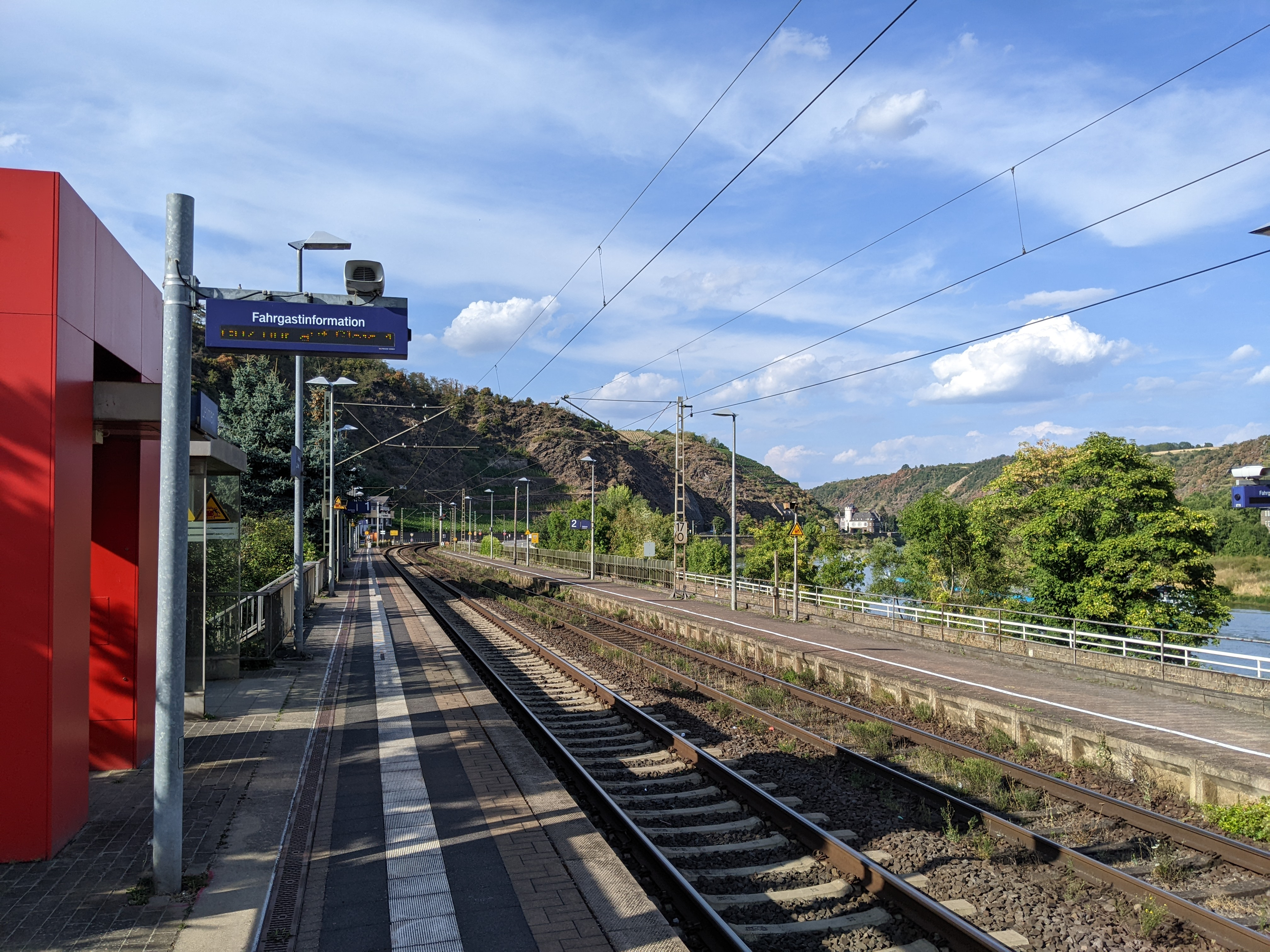
Haltepunkt Lehmen

Insgesamt gibt es in Lehmen 18 landwirtschaftliche Betriebe. Die landwirtschaftlich genutzte Fläche beträgt 727 ha (Stand 2010).

### Verkehr

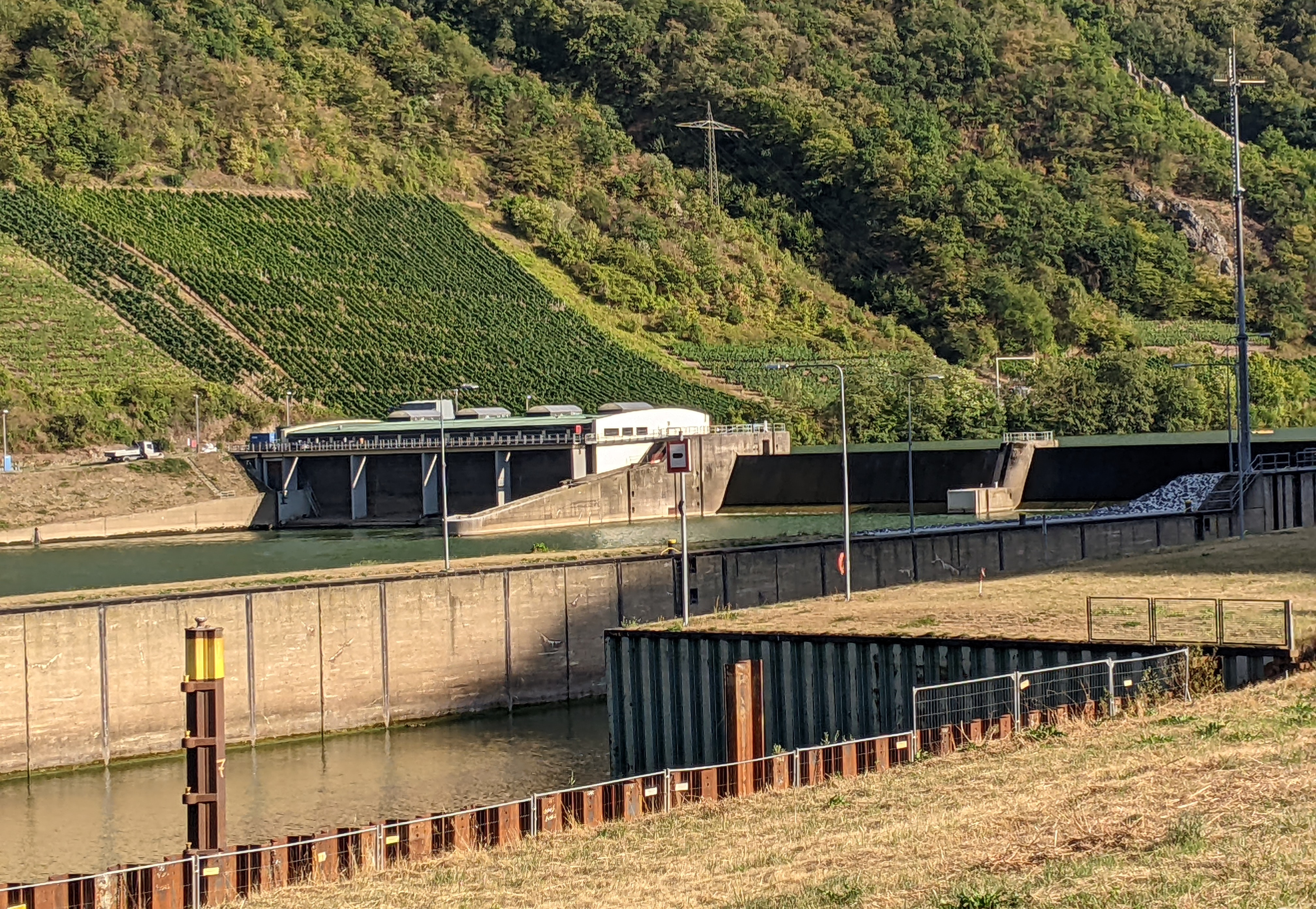
Staustufe Lehmen, im Hintergrund das Kraftwerk.

Am Moselufer entlang führt die Bundesstraße 416 am Ort vorbei. Diese verbindet Koblenz mit Treis-Karden. Eine Landstraße führt über die Moselhöhen in Richtung Münstermaifeld.
Bezüglich des Eisenbahnverkehrs verfügt der Ort Lehmen über einen Haltepunkt an der Moselstrecke.
Die Staustufe Lehmen (13. von 14 Staustufen der Mosel zwischen Thionville und Koblenz) befindet südlich des Ortes. Sie dient der Regulierung des Fahrwasserstandes und überwindet einen Höhenunterschied von etwa sechs Metern. Im Moselkraftwerk Lehmen wird elektrischer Strom erzeugt.

### Einrichtungen

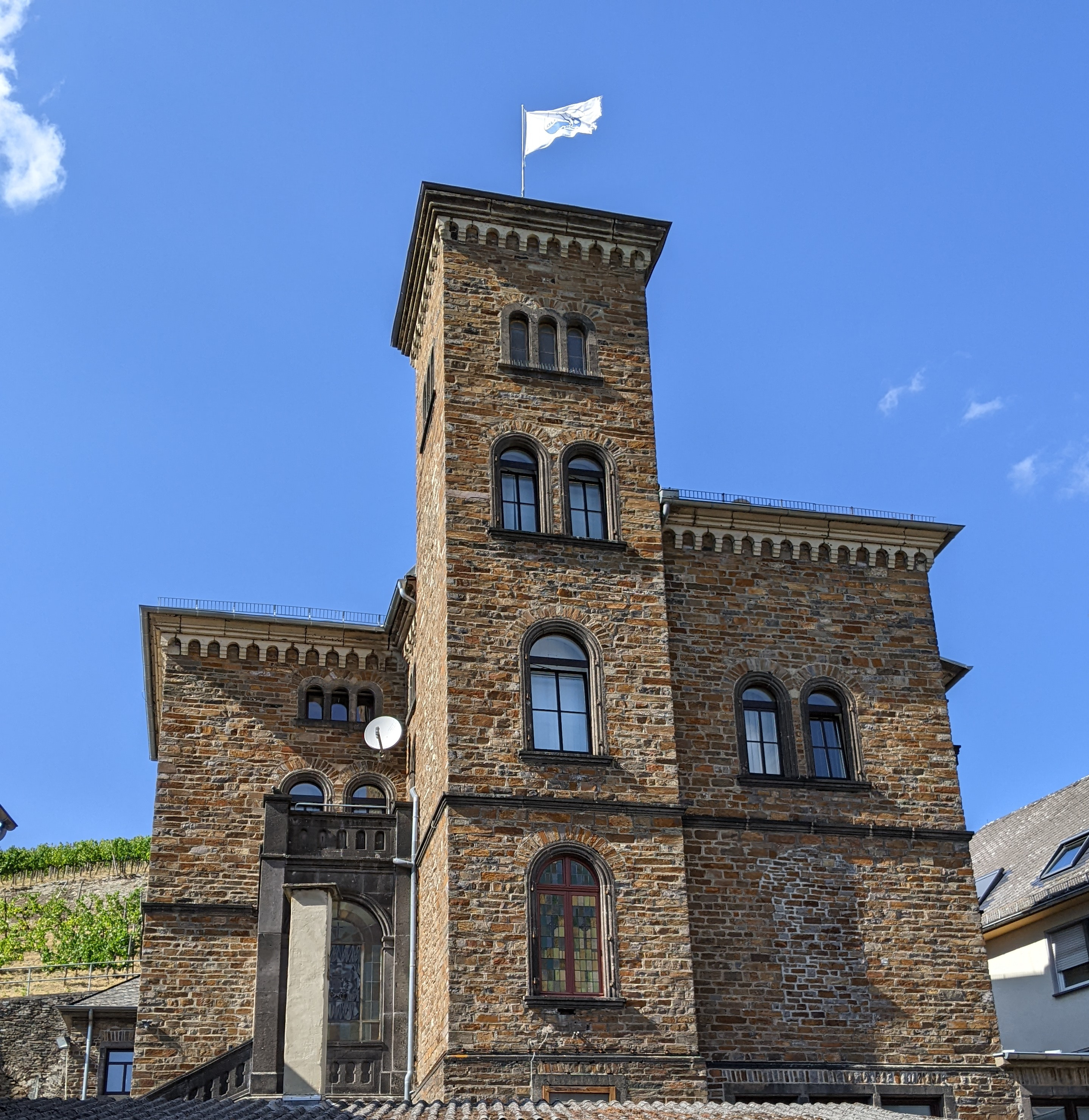
DLRG Landesausbildungszentrum

In Lehmen befindet sich das Landesausbildungszentrum und die Geschäftsstelle des DLRG-Landesverbandes Rheinland-Pfalz. Das Landesausbildungszentrum kann auch von anderen Gruppen und Interessenten gebucht werden. Neben Übernachtungsmöglichkeiten stehen auch modern ausgestattete Schulungsräume zur Verfügung.

### Bildung
In dem Ort liegen die Grundschule „St. Georg“ und die Kindertagesstätte „Rappelkiste“.

### Regelmäßige Veranstaltungen
- Am letzten Wochenende im Juni findet das Razejungefest (Weinfest) auf dem Razejungenplatz in der Ortsmitte statt, das gemeinsam mit vier Winzern und der St. Sebastian Schützenbruderschaft 1907 Lehmen e. V. veranstaltet wird. Die Lehmener Razejunge brachten früher mit einer korbgeflochtenen Kiepe, der Raze, den Mist aus den Ställen zum Düngen in die Weinberge.[16]

### Würzlaysteig
Der Würzlaysteig ist ein linearer Themenweg der Mosel.Erlebnis.Route zwischen den Gemeinden Lehmen und Löf und ist nach der angrenzenden Weinbergslage Würzlay benannt. Die offizielle Eröffnung war am 3. Juni 2012. Der nördliche 'Einstieg' des Weges liegt an der Straße „Auf der Pat“ in Lehmen. Von dort verläuft der Pfad zunächst oberhalb steilster Weinberge, die teilweise nicht mehr bewirtschaftet werden. Später folgen Waldpassagen und offene Flächen. Immer wieder öffnen sich Einblicke ins Moseltal.
An zahlreichen Themenpulten erfährt der Wanderer Interessantes über die Kulturlandschaft der Terrassenmosel. Der körperlich anspruchsvolle Teilabschnitt endet am Ausoniusstein und folgt dann vorhandenen Wanderwegen über Schieferbergwerk, Kattenes (Mühlental), Kehrbachtal und Alzbachtal nach Löf.

### Naturschutzgebiete
- Auf Moselsürscher Gemarkung liegt das über 30 Hektar große Naturschutzgebiet Ausoniusstein. Dort findet sich u. a. noch der selten gewordene Apollofalter.
- In der Mosel etwas oberhalb der Staustufe liegt die Reiherschussinsel, ein Vogelschutzgebiet.

### Aussichtspunkte

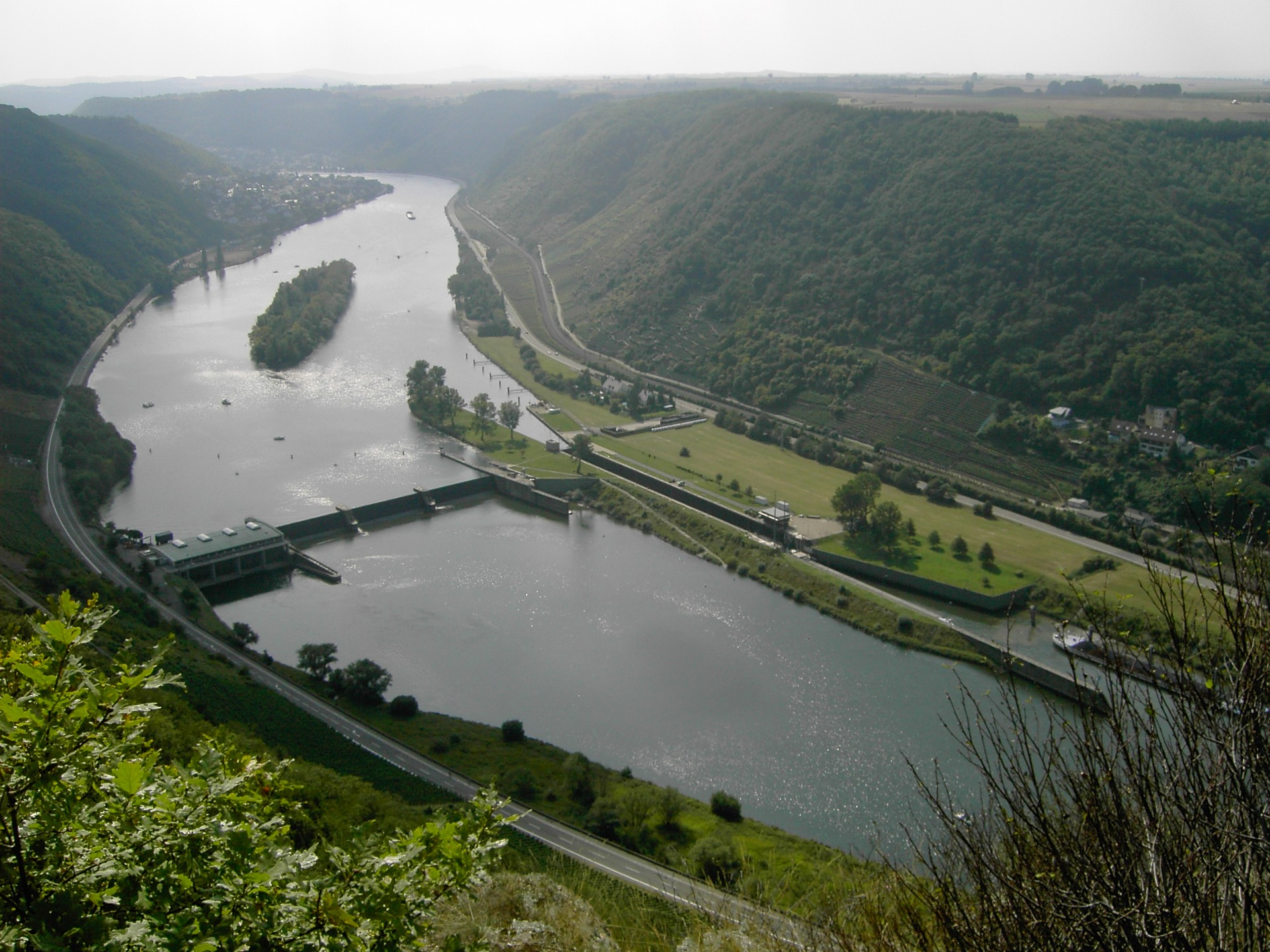
Staustufe Lehmen, im Hintergrund das Naturschutzgebiet Reiherschussinsel

Klosterbergblick: Überdachte Sitzgelegenheit in der Weinbergslage Klosterberg mit Blick über die Orte Lehmen und Niederfell mit Mosel und Staustufe Lehmen im Hintergrund.
Ausoniusstein: Benannt nach dem gallorömischen Staatsbeamten und Dichter Ausonius. Überhängende Felsnase am Talrand mit Blick ins Moseltal und auf die Orte Oberfell, Alken mit Burg Thurant, Brodenbach und Kattenes. In der Nähe befindet sich eine Schutzhütte.

## Persönlichkeiten der Gemeinde
- Karl Joseph Schott (1820–1905), preußischer Generalmajor
- Peter Mieden (1882–1962), Landtagsabgeordneter, Vizepräsident des Bauern- und Winzerverbandes Rheinland-Nassau e. V.
- Hedwig Sehr, geb. Heidger (* 1953), Notfallseelsorgerin und Feuerwehrfrau